# Peristedion gracile
Espèce
Peristedion gracile est  une espèce de poissons téléostéens, de la famille des Triglidés.

## Habitus
Rencontré en eaux profondes, 30 - 475 m

## Distribution
Océan Atlantique Ouest.

## Taille
15cm pour la forme adulte mâle pouvant aller jusqu’à 20cm.

## Galerie

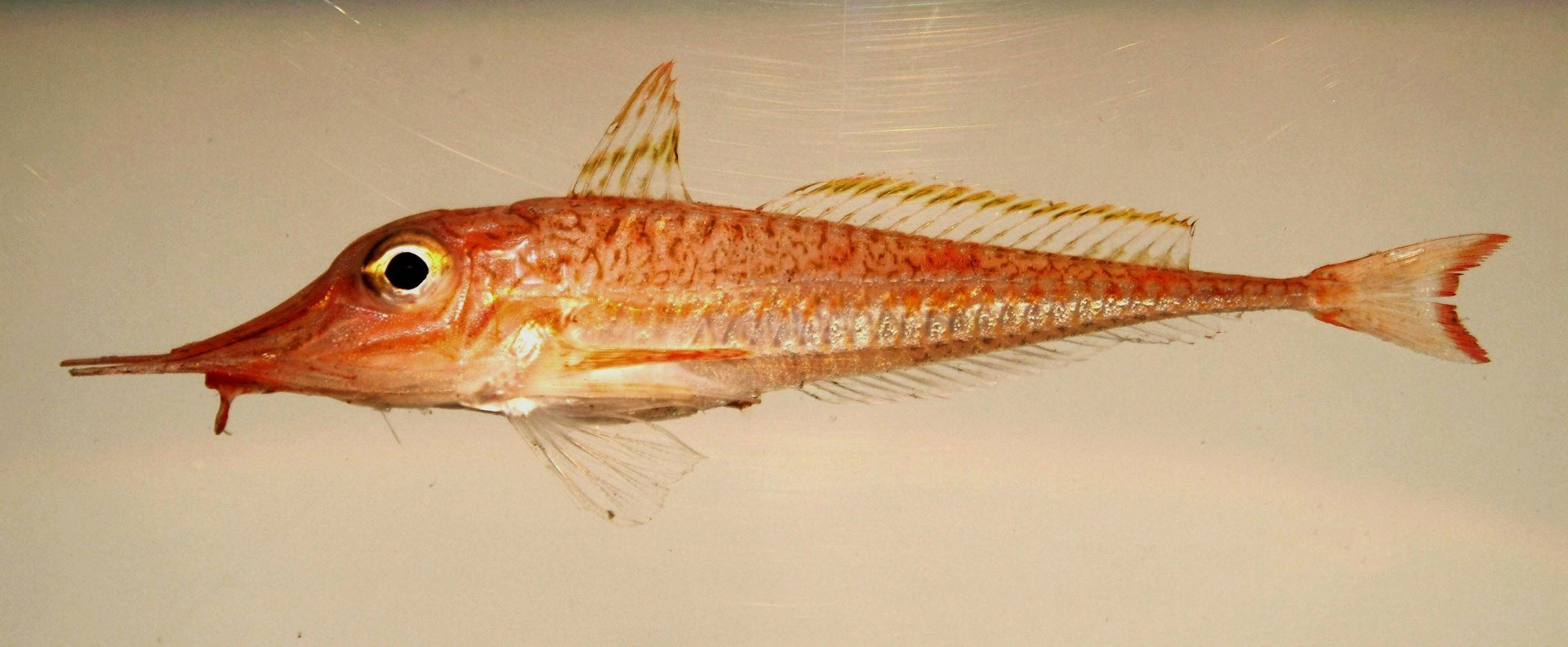
Peristedion gracile